# 剛果雨鱂
剛果雨鱂，為輻鰭魚綱鯉齒目鯉齒亞目花鳉科的其中一種，分布於非洲剛果民主共和國的淡水流域，棲息在底中層水域，屬肉食性，生活習性不明。

## 擴展閱讀
維基物種上的相關：剛果雨鱂